# Ernest Meyer
Ernest Meyer (n. 15 februarie 1865, Saumur, Saumur Val de Loire⁠(d), Franța – d. 28 iunie 1919) a fost un sportiv ce a reprezentat Franța, medaliat olimpic. A participat la o ediție a Jocurilor Olimpice (1912) în care a câștigat o medalie de argint.

## Participări
Lista de mai jos prezintă principalele competiții la care a participat Ernest Meyer de-a lungul carierei.
- equestrian at the 1912 Summer Olympics – team jumping[*]